# Бюльбюль тонкодзьобий
Бюльбю́ль тонкодзьобий (Stelgidillas gracilirostris) — вид горобцеподібних птахів родини бюльбюлевих (Pycnonotidae). Мешкає в Західній і Центральній Африці. Єдиний представник монотипового роду Тонкодзьобий бюльбюль (Stelgidillas).

## Таксономія
Раніше тонкодзьобого бюльбюля відносили до роду Зелений бюльбюль (Andropadus), однак за результатами молекулярно-філогенетичного дослідження, опублікованого в 2007 році, вид був переведений до відновленого роду Stelgidillas.

## Підвиди
Виділяють два підвиди:
- S. g. gracilirostris (Strickland, 1844) — від Сенегалу і Гвінеї-Бісау до Південного Судану, західної Кенії, західної Танзанії, південних районів ДР Конго і північно-західної Анголи;
- S. g. percivali (Neumann, 1903) — центральна Кенія.

## Поширення і екологія
Тонкодзьобі бюльбюлі живуть в гірських і рівнинних тропічних лісах, в саванах, на полях і плантаціях.